# کهکشان آلسیونس
کهکشان آلسیونس (به انگلیسی:Alcyoneus) یک کهکشان رادیویی است، که با فاصله ۳ میلیارد سال نوری و در صورت فلکی سیاه‌گوش واقع شده‌است. این کهکشان عظیم حاوی یک کهکشان میزبان، و همچنین فواره‌ها و لوب‌های عظیمی است که از مرکز کهکشان فوران می‌کنند. دانشمندان بر این باورند که این فواره‌ها و لوب‌های امواج رادیویی محصول جانبی یک سیاه‌چاله بسیار بزرگ و فعال در مرکز کهکشان هستند.آلسیونس بزرگترین کهکشان شناخته شده تا به امروز است. اندازه این کهکشان ۱۵۳٫۷۷ بار بزرگتر از کهکشان راه شیری است. با عرض حدود ۵ میلیون پارسک (۱۶٫۳میلیون سال نوری)، لوب‌های رادیویی آن بزرگترین ساختار شناخته شده‌ای است که توسط یک کهکشان ساخته شده‌است. کهکشان میزبان، SDSS J۰۸۱۴۲۱٫۶۸+۵۲۲۴۱۰، همچنین حاوی یک سیاهچاله بسیار پرجرم با وزن ۴۰۰±۲۰۰ میلیون خورشید است.نام این کهکشان به نام آلسیونس، یکی از مخالفان هراکلس در اساطیر یونانی گرفته شده‌است.